# San Gregorio VII (församling)
San Gregorio VII är en församling i Roms stift, belägen i quartiere Aurelio i västra Rom och helgad åt den helige påven Gregorius VII. Församlingen upprättades den 21 juni 1952 av kardinalvikarie Clemente Micara genom dekretet In suburbana regione. 

Församlingen förestås av Franciskanorden.
Till församlingen San Gregorio VII hör följande kyrkobyggnader och kapell:
- San Gregorio VII, Via del Cottolengo 4
- Cappella Immacolata, Via di Monte del Gallo 105
- Cappella Santa Maria Mediatrice, Via di Santa Maria Mediatrice 25

## Institutioner inom församlingen
- Pontificio Seminario Romano Minore – Seminario Diocesano
- Chiesa Annessa Santa Maria Mediatrice
- Collegio Nostra Signora d'Africa
- Pontificio Collegio Portoghese
- Pontificio Istituto «Sant’Apollinare»
- Presentazione
- Casa Bonus Pastor (Figlie della Madonna del Divino Amore (F.M.D.A.))
- Casa di formazione (Sorelle di Gesù)
- Casa di Formazione (Suore della Carità e dell'Istruzione Cristiana di Nevers)
- Casa di Noviziato (Suore della Sacra Famiglia – Spoleto)
- Casa di Procura (Congregazione Carmelitane Messaggere dello Spirito Santo)
- Casa di Procura (Figlie della Presentazione di Maria Santissima al Tempio)
- Casa di Procura (Francescane Missionarie della Madre del Divin Pastore)
- Casa di Procura (Suore di Carità di San Carlo Borromeo (S.M.C.B.))
- Casa di Procura (Suore di Santa Maria Maddalena Postel (S.M.M.P.))
- Casa Generalizia – Casa «Mater Ecclesiae» (Suore Teatine dell'Immacolata Concezione di Maria Vergine (R.R.T.T.))
- Casa Generalizia – Casa di accoglienza «Tabor» (Suore della Santissima Madre Addolorata (S.S.M.))
- Casa Generalizia – Casa Pellegrini (Figlie dei Sacri Cuori di Gesù e Maria – Istituto Ravasco (C.C.I.M.))
- Casa Generalizia (Ancelle del Santissimo Sacramento (S.S.S.))
- Casa Generalizia (Suore Benedettine della Divina Provvidenza (B.D.P.))
- Casa Generalizia (Suore dei Sacri Cuori e dell'Adorazione Perpetua del Santissimo Sacramento «Picpus» (S.S.C.C.))
- Casa Generalizia (Suore della Sacra Famiglia – Spoleto)
- Casa Generalizia (Suore di San Giuseppe dell'Apparizione (S.J.A.))
- Casa Generalizia (Suore Missionarie di San Carlo Borromeo Scalabriniane per i Migranti (M.S.C.S.))
- Casa Generalizia «Mater Immaculata» (Missionarie dell’Immacolata Concezione della Beata Vergine Maria (M.I.C.))
- Casa per Ferie "Emilia De Vialar" (Suore di San Giuseppe dell'Apparizione (S.J.A.))
- Casa Provincializia (Suore di San Giuseppe Benedetto Cottolengo (S.S.G.C.))
- Comunità (Congregazione Missionaria delle Sorelle di Santa Gemma Galgani (M.S.G.))
- Comunità (Congregazione Piccole Suore del Cuore Immacolato di Maria)
- Comunità (Figlie del Sacro Cuore di Gesù e di Santa Maria di Guadalupe)
- Comunità (Figlie del Sacro Cuore di Gesù)
- Comunità (Religiose della Vergine Maria (R.V.M.))
- Comunità (Società Missionaria di Maria, Missionarie Saveriane)
- Comunità (Suore dell’Adorazione del Santissimo Sacramento (S.A.B.S.))
- Comunità (Suore di San Giuseppe Benedetto Cottolengo (S.S.G.C.))
- Comunità (Suore Francescane di Nostra Signora delle Vittorie (I.F.N.S.V.))
- Istituto «Maria di Nazareth» (Istituto Maria di Nazareth)
- Studentato Missionario (Suore del Preziosissimo Sangue (Preziosine) (S.P.S.))
- Villa «Santa Maria» (Suore di Carità di Santa Maria, Suore del Buon Consiglio (S.S.M.))
- Casa Generalizia (Pia Società di San Francesco Saverio per le Missioni Estere (Saveriani) (S.X.))
- Comunità – Dott. Armando Oberti (Cristo Re)
- Convento «San Francesco» (Ordine Francescano Frati Minori – Provincia Immacolata Concezione U.S.A. (O.F.M.))
- Curia Generalizia (Fraternità dei Sacerdoti Operai Diocesani del Cuore di Gesù)
- Curia Generalizia (Ordine Francescano Frati Minori (O.F.M.))
- Direzione Generale (Silenziosi Operai della Croce)
- Piccola Casa della Divina Provvidenza – Procura Generale (Società dei Sacerdoti di San Giuseppe Benedetto Cottolengo (Cottolenghini) (S.S.C.))
- Studentato (Piccoli Fratelli di Jesus Caritas)
- Casa di Cura «Villa Luisa»
- Casa di Riposo «Piccola Casa Divina Provvidenza» – Cottolengo
- Associazione Cattolica Operatori Sanitari – Aggregazione Ecclesiale
- Associazione Italiana Maestri Cattolici – Aggregazione Ecclesiale
- Fondazione "Ut vitam habeant" – Aggregazione Ecclesiale
- Segretariato Attività Ecumeniche – Aggregazione Ecclesiale
- Unione Nazionale Cooperative Italiane – Aggregazione Ecclesiale
- Associazione «Donum Vitae» – Associazione di Fedeli
- Istituto Comprensivo «Piazza Borgoncini Duca»

## Kommunikationer
Den närmaste tunnelbanestationen är Valle Aurelia 